# Keith (film)
Keith – film produkcji amerykańskiej z 2008 roku, wyreżyserowany na podstawie książki Rona Carlsona. W głównych rolach występują gwiazdy pop: Jesse McCartney, Elisabeth Harnois i Margo Harshman.

## Fabuła
Keith Zetterstrom (Jesse McCartney) jest uczniem liceum. Nie jest zachwycony, kiedy dowiaduje się, że do jego klasy dołączy nowa uczennica, Natalie. Pochodząca z dobrego domu dziewczyna jest rozsądna i lubiana wśród innych uczniów. Doskonale wie, czego chce i co chciałaby w życiu osiągnąć. Trenuje tenis i po ukończeniu szkoły zamierza rozpocząć studia na dobrej uczelni. Wychowana w silnym poczuciu własnej wartości 17-latka, nie chce zawieść swoich rodziców, którzy bardzo na nią liczą. Natalie zaczyna spędzać dużo czasu z Keithem, który staje się dla niej kimś bardzo ważnym i wyjątkowym, czego wcześniej w nim nie dostrzegała. Wspólne lekcje i czas spędzony na projektach z chemii zbliżają do siebie dwójkę młodych ludzi. Niebawem Natalie dowiaduje się, że Keith cierpi na depresję i choruje na nowotwór. Zostało mu niewiele czasu. Nie może zrozumieć, dlaczego ją okłamał i nie powiedział jej, w jak poważnym jest stanie. Natalie zakochuje się w Keithie i pragnie być z nim, aż do końca. Pomimo skrywanych sekretów, nie zamierza go opuścić w tej ciężkiej walce z chorobą. Chce być dla niego wsparciem i sprawić, by czas, który mu pozostał, był dla niego niezapomniany i pełen niesamowitych przeżyć. Natalie uświadamia sobie, że nie musi żyć tak, jak oczekują od niej rodzice. Może spełniać swoje marzenia i wybrać własną życiową drogę, która zaprowadzi ją ku szczęściu i spełnieniu.

## Obsada
- Jesse McCartney - Keith Zetterstrom
- Elisabeth Harnois - Natalie Anderson
- Ignacio Serricchio - Raff
- Margo Harshman - Brooke
- Tabitha Brownstone - Cynthia Anderson
- Sam Murphy - Zach
- Jessy Schram - Courtney Rhodes
- Micah Henson - Shane
- Tim Halligan - Ojciec
- Ron Carlson - Nauczyciel angielskiego
- Ian Nelson - Brian
- Eric Parker - Travis
- Courtney Halverson - Młodsza dziewczyna
- Jennifer Grey - Caroline
- Gareth Williams - Henry

i inni.